# Chiesa dei Santi Rocco e Sebastiano (Bellinzona, Brogo)
La chiesa parrocchiale dei Santi Rocco e Sebastiano è un edificio religioso che si trova a Brogo, frazione di Bellinzona, in Canton Ticino.

## Storia
La chiesa venne eretta dopo il 1570. Nel XVII secolo subì diversi rimaneggiamenti.

## Descrizione
La chiesa ha una pianta ad unica navata, suddivisa in tre campate e sovrastata da una volta a botte lunettata. Sui fianchi della navata si aprono due cappelle laterali.